# 蚤とり侍
『蚤とり侍』 （のみとりざむらい）は、小松重男による日本の短編小説集である。なお、表題作である同名の作品も本稿で取り扱う。

## 概要
江戸時代をテーマにした短編を6編収録。これらのうち、「年季奉公」は著者のデビュー作であり、1977年（昭和52年）、第51回オール讀物新人賞を受賞した。また、「鰈の縁側」は、1986年（昭和61年）、第96回直木賞にノミネートされた。
2018年（平成30年）、「蚤とり侍」、「唐傘一本」、「代金百枚」等を一本のストーリーに再構成した映画『のみとり侍』が公開された。

## 収録作品

### 蚤とり侍
主君の不興を被って越後長岡藩を追放された侍が、表向きは「猫の蚤とり」、実態は女性相手の「売春夫」に身を落とす様を描いた表題作。

### 唐傘一本
浮気封じの策として妻に股間をうどん粉塗れにされた紙問屋の顛末を描く。

### 一世一代
死罪を覚悟した枕絵の絵師が牢名主の依頼で「一世一代の枕絵」制作に取り組む姿を描いた作品。

### 鰈の縁側
将軍の世子家慶の大好物であるカレイの煮付けの骨取り役の後継問題が千代田の刃傷事件に繋がっていく。

### 代金百枚
武士の矜持に拘り窮乏極まる中で悪戦苦闘を続ける浪人の人情話。

### 年季奉公
シラミ除けのヒット商品「鍋屋の紐」の製法の秘密をめぐり、鍋屋の後継者として婿養子となった奉公人が陥れられる悲劇。

## 書誌

### 短編集『蚤とり侍』
- 『蚤とり侍』 新潮社、1987年4月発売、ISBN 4-10-349602-9
- 『蚤とり侍』 新潮社〈新潮文庫〉、1989年7月発売、ISBN 4-10-148702-2
- 『-傑作時代小説- 蚤とり侍』 光文社〈光文社時代小説文庫〉、2002年5月発売、ISBN 4-334-73321-2
- 『-傑作時代小説- 蚤とり侍』 光文社〈光文社時代小説文庫〉、2017年10月20日発行（2017年10月11日発売[1]）、ISBN 978-4-334-77548-3

### その他
- 細谷正充編 『江戸の爆笑力 -時代小説傑作選-』 集英社〈集英社文庫〉、2004年12月1日発売、ISBN 4-08-747769-X
  - 短編小説「蚤とり侍」収録。